# Mirandy Smiles
Mirandy Smiles er en amerikansk stumfilm fra 1918 af William C. deMille.

## Medvirkende
- Vivian Martin - Mirandy Judkins
- Douglas MacLean - Teddy Lawrence
- William Freeman
- Frances Beech - Annie May
- Gean Gennung - Rose White